# Dendrobium bicallosum
Dendrobium bicallosum är en orkidéart som beskrevs av Henry Nicholas Ridley. Dendrobium bicallosum ingår i släktet Dendrobium, och familjen orkidéer.
Artens utbredningsområde är Sumatera. Inga underarter finns listade i Catalogue of Life.